# Aperer Pfaff
Aperer Pfaff är en bergstopp i Österrike. Den ligger i distriktet Imst och förbundslandet Tyrolen, i den västra delen av landet. Toppen på Aperer Pfaff är 3 353 meter över havet, eller 136 meter över den omgivande terrängen.
Den högsta punkten i närheten är Zuckerhütl, 3 507 meter över havet, 1,3 kilometer sydost om Aperer Pfaff.
Trakten runt Aperer Pfaff består i huvudsak av kala bergstoppar och isformationer.